# Ócsárd
Ócsárd es un pueblo ubicado en el distrito de Pécs, en el condado de Baranya, Hungría.

## Superficie
Posee una superficie de 12,66 kilómetros cuadrados.

## Demografía
Hasta 2019 la población era de 373 habitantes, con una densidad de población de 29,46 habitantes por kilómetro cuadrado.